# Leyland Cheetah
Der Leyland Cheetah mit der Typenbezeichnung LZ war ein Busfahrgestell des britischen Nutzfahrzeugherstellers Leyland Motors. Der Typ wurde von 1935 bis 1940 gebaut. Als leichtes Fahrzeug ausgelegt, litt er unter einer zu schwachen Motorisierung.
Der Cheetah bekam einen Aufbau als Reisebus mit bis zu 39 Sitzplätzen. Die Aufbauten kamen von Alexander, Brush, Burlingham, Harrington, Wadham  und von Park Royal.  Die von Harrington karosserierten Busse besaßen eine charakteristische Heckfinne, die dem damaligen Verständnis eines „aerodynamischen“ Designs entsprach, das zu dieser Zeit immer populärer wurde. Viele der erhaltenen Busse wurden Ende der 1940er-Jahre mit neuen Aufbauten von Alexander, Burlingham und anderen Karosseriebauunternehmen versehen. Typisch für britische Busse dieser Zeit war die halbseitig ausgeführte Fahrerkabine, die fast bis auf Höhe des Kühlergrills vorgezogen war. Sie bot einerseits dem Fahrer eine gute Rundumsicht, andererseits einen einfachen Zugang zum Motor.
Als Motor kam ein Sechszylinder-Ottomotor mit 4,7 l Hubraum zum Einsatz. Das Chassis war besonders leicht ausgelegt, so betrug die Gesamtmasse weniger als fünf Tonnen.
Einer der größten Kunden des Cheetah war das Busunternehmen Ribble, das 309 Exemplare betrieb.